# Pinocchio (programma radiofonico)
Pinocchio è un programma radiofonico italiano, in onda su Radio Deejay dal 2001 e condotto da La Pina, Diego e Valentina Ricci.

## La trasmissione
Il programma di "alleggerimento", che occupa la fascia oraria del rientro a casa dai posti di lavoro (il cosiddetto "drive time"), è caratterizzato prevalentemente dall'interazione dei conduttori con il pubblico.
La trasmissione, che nel corso delle stagioni ha più volte cambiato struttura, è composta da una serie di rubriche curate dai conduttori e notizie leggere di costume e società. Molto spesso, all'inizio della trasmissione i conduttori lanciano un tema, lasciando ampio spazio alla lettura degli sms e agli interventi telefonici degli ascoltatori. Dal 2015, ogni giorno della settimana (tranne il lunedì, tema libero) è caratterizzato da un tema fisso; il martedì è dedicato ai "flop", il mercoledì, "in 5 minuti su Deejay", è dedicato alle interviste agli ascoltatori, il giovedì è incentrato sul "ma succede solo a me?" e il venerdì è invece dedicato alla consegna di messaggi per conto di altri ascoltatori in "glielo diciamo noi". Protagonisti delle puntate, sempre e comunque gli ascoltatori, invitati ad interagire sulla tematica affrontata.
Durante l'estate, il programma va in onda dalla sede "vacanziera" di Radio Deejay, Riccione, e per la precisione dal Deejay truck in viale Ceccarini o piazzale Roma o dalla postazione all'interno dell'Aquafan.
Nel 2010, con gli esilaranti sms degli ascoltatori raccolti durante le puntate è stato realizzato un libro edito da Mondadori, Ciao che fate?, titolo ispirato da una delle domande classiche poste dai conduttori agli ascoltatori.
Nel 2015, la trasmissione ottiene il premio radiofonico "Cuffie d'oro" nella categoria "My Best Show". L'anno successivo, ha vinto un "Diversity Media Award", premio dedicato al sostegno alla causa LGBT nei diversi canali mediatici, nella categoria "Miglior programma radiofonico".

### Il cast
Inizialmente condotto soltanto da La Pina, nel 2004 al suo fianco ha debuttato anche Diego Passoni, inizialmente con delle brevi rubriche e poi definitivamente diventato co-conduttore della trasmissione. In seguito, sempre più spazio è stato concesso anche a Valentina Ricci, dal 2003 centralinista del programma che si occupa anche della redazione delle puntate e partecipa attivamente alle puntate interagendo con i conduttori.
Nel corso delle stagioni, diversi personaggi hanno avuto uno spazio fisso all'interno della trasmissione con delle rubriche, come lo psicologo Raffaele Morelli, il calciatore Cristian Brocchi, la stilista Anna Dello Russo, il giornalista musicale Andrea Prevignano e Karina Cascella.
La regia della trasmissione è stata affidata per anni a Maurino Belgeri, al quale è subentrato nel 2015 Francesco Ciocca.

### Collocazione oraria
Il programma è in onda fin dall'esordio nella fascia del tardo pomeriggio, principalmente tra le 18 e le 20, sebbene in alcuni periodi l'orario di trasmissione sia variato anticipando la partenza alle 17.
Nell'estate 2015 suscitò numerose polemiche il previsto passaggio della trasmissione alla fascia del mezzogiorno, che portarono il direttore artistico Linus ad annullare lo spostamento in palinsesto non senza malumori.

## Premi e riconoscimenti
- 2015 - Cuffie d'oro nella categoria My Best Show[2]
- 2016 - Diversity Award nella categoria Miglior programma radiofonico[3]